# Jerzy Zabłocki
Jerzy Piotr Zabłocki (ur. 9 czerwca 1927 w Łodzi, zm. 20 stycznia 1993 w Ankarze) – polski malarz, grafik, profesor Państwowej Wyższej Szkoły Sztuk Plastycznych w Gdańsku, rektor od roku 1987 do 1990.

## Życiorys
Syn Piotra Zabłockiego, majora Wojska Polskiego i Eugenii Bronisławy, z domu Osińskiej. Podczas II wojny światowej był zatrudniony jako robotnik przymusowy w Tuszynie i Andrzejowie pod Łodzią. Szkołę średnią, Państwowe Liceum Sztuk Plastycznych w Łodzi, ukończył w 1948 roku. Następnie studiował malarstwo w Państwowej Wyższej Szkole Sztuk Plastycznych w Gdańsku. 21 listopada 1954 obronił pracę dyplomową w pracowni prof. Juliusza Studnickiego. Zatrudniony w 1953 roku na Wydziale Malarstwa awansował, prowadząc od 1962 roku samodzielnie Pracownię Rysunku Wieczornego, na stanowisko wykładowcy w 1966 roku.
Od 1970 roku jako docent pracuje na Wydziale Projektowania Plastycznego. W tym samym roku zostaje kierownikiem Katedry Projektowania Graficznego na Wydziale Architektury Wnętrz, a w 1971 roku na Wydziale Projektowania Plastycznego. W kolejnych latach zostaje kierownikiem artystycznym w Wydawnictwie Artystyczno-Graficznym w Gdańsku. W latach 1971–1974 pełni funkcję prodziekana Wydziału Projektowania Plastycznego, a w latach 1974–1981 prorektora do spraw nauczania i spraw studenckich. Profesorem nadzwyczajnym zostaje w 1979 roku, a zwyczajnym w 1990. W latach 1978–1984 był kierownikiem Katedry Malarstwa oraz w latach 1984–1987 dziekanem Wydziału Malarstwa i Grafiki. W latach 1887–1990 pełni funkcję rektora PWSSP. Jego uczniami są m.in. malarze: Robert Florczak, Aleksandra Radziszewska, Grzegorz Radecki, Andrzej Umiastowski.
W latach 1985–1986 pracował jako wykładowca i konsultant w Centro Nacional de Superación de la Enseñanza Artistica w Hawanie na Kubie, a w latach 1991–1993 na Wydziale Sztuk Pięknych Uniwersytetu Bilkent w Ankarze.
Należał do: Federacji Polskich Organizacji Studenckich, Związku Akademickiej Młodzieży Polskiej, Związku Młodzieży Polskiej, Polskiej Zjednoczonej Partii Robotniczej, Związku Polskich Artystów Plastyków, Związku Polskich Artystów Malarzy i Grafików, Gdańskiego Towarzystwa Przyjaciół Sztuki i Towarzystwa Przyjaciół Sopotu. Był członkiem i przewodniczącym Komitetu Festiwalu Sztuki w Sopocie, Komisji Kultury i Sztuki Wojewódzkiej Rady Narodowej, Polskiego Komitetu Współpracy z Alliance Française.

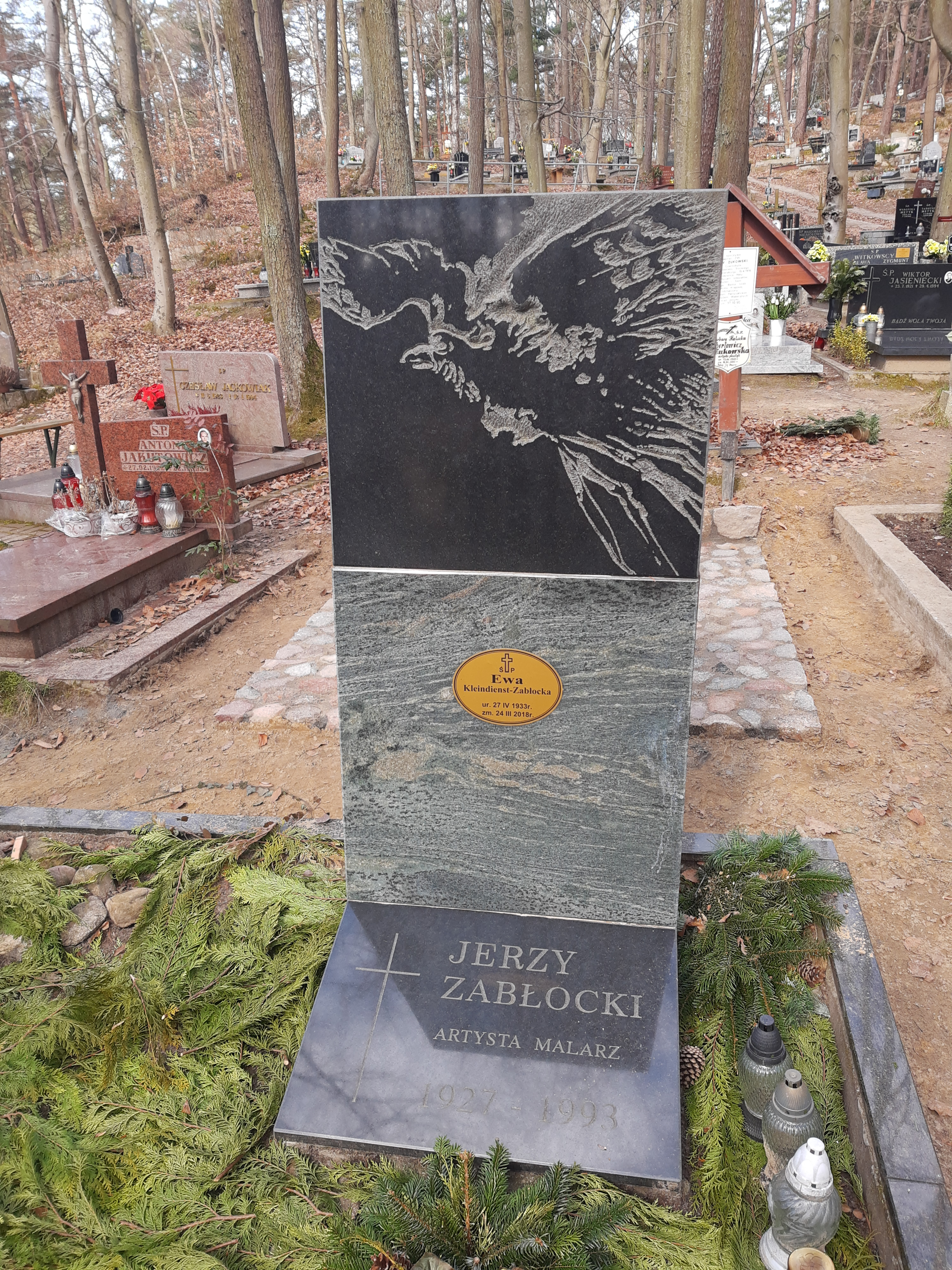
Grób prof. Jerzego Zabłockiego na Cmentarzu Komunalnym w Sopocie

Jerzy Zabłocki pochowany na cmentarzu komunalnym w Sopocie (kwatera N4-22-3).

## Twórczość
Zabłocki nie tylko tworzył obrazy olejne i gwasze, ale projektował również scenografie, gobeliny, plakaty, wystawy, przygotowywał opracowania graficzne katalogów, a nawet wizualizacje plastyczno-urbanistyczne miast.
Zabłocki debiutował w okresie socrealizmu i prężnej działalności artystów związanych ze szkołą sopocką. Znaczący wpływ na jego twórczość miał udział w 1955 roku w warszawskiej wystawie młodego malarstwa „Arsenał” oraz Piotr Potworowski. W tym czasie powstały m.in. Pejzaże z wyobraźni, które ewoluują w kierunku abstrakcji geometrycznej z elementami symbolicznymi. Na początku lat 80. XX wieku w cyklach Ptaki i Ptakodemony pojawiają się ekspresyjne przedstawienia ptaków.
Wynikiem podróży są: Pejzaże włoskie, Pejzaże z Kuby, Pejzaże z Meksyku, Świątynie, Ludzie Ankary.
Obrazy Jerzego Zabłockiego posiadają: Muzeum Narodowe w Warszawie, Muzeum Narodowe w Gdańsku, Muzeum Okręgowe w Bydgoszczy, Biblioteka Polska w Paryżu, Urząd Miasta Sopotu, Państwowa Galeria Sztuki w Sopocie oraz prywatni kolekcjonerzy w Polsce, Europie, Turcji i Japonii.

## Odznaczenia
- 1980: Krzyż Kawalerski Orderu Odrodzenia Polski[4]
- Złoty i Srebrny Krzyż Zasługi[4]
- 1969: Odznaka 1000-lecia Państwa Polskiego[4]

## Wystawy
Miał około 40 wystaw indywidualnych, m.in.:
- 1958 – CBWA, Sopot
- 1959 – Galeria „Krzywe Koło”, Warszawa,
  - Frankfurt, RFN
- 1963 – BWA, Gdynia
- 1964 – BWA Poznań
- 1966 – Klub Plastyków Czechosłowackich, Praga, Czechosłowacja
- 1967 – Galerie Lambert, Paryż, Francja
- 1971, 1974 – Pałacyk TPSP Warszawa
- 1975 – Polish Institute of Culture, Sztokholm, Szwecja
- 1976 – Galeria Zachęta, Warszawa
- 1977 – Galeria Sztuki Współczesnej ART, Gdańsk
- 1979 – Galeria Dragonskolan Art Club, Umeå, Szwecja
- 1980 – Galerie Gruppe Grün, Brema, RFN
- 1981 – Bremer Gallery, Bremerhaven, RFN
- 1982 – Striped House Museum of Art, Tokyo, Japonia
- 1984 – BWA Zamek Książąt Pomorskich, Szczecin
- 1985 – Municipal Gallery, Alesund, Norwegia
- 1987 – Galeria'85, Gdańsk
- 1988 – Helsinki
- 1989 – Polonisches Informatoins und Kulturzentrum, Lipsk, RFN
  - Galeria Zachęta, Warszawa
  - BWA, Kraków
- 1990 – Fritzen Gallery, Herford
- 1993 – Ankara Art Gallery, Ankara, Turcja
- 2008 – Muzeum Narodowe w Gdańsku – Pałac Opatów, Gdańsk (pośmiertna)

Uczestniczył w ponad 100 wystawach zbiorowych w kraju i za granicą.